# Martha Liliana Ruiz
Martha Liliana Ruiz Orduz (Bucaramanga, 17 de julio de 1964) es una actriz, escritora, modelo, presentadora de televisión colombiana. Es reconocida por participar en varias producciones nacionales. 

## Carrera
Participó del concurso de belleza como Señorita Santander en 1982. Y representó a Colombia en el concurso Miss Internacional 1983 en el Japón. Estudió Realización y Producción de Cine y Televisión en el T.P.B. Ha escrito para teatro obras como Las Ejecutivas; Maremágnum: un canto de amor por los océanos; Heroínas de la Victoria; Caliente, Caliente y Sin Reglas. Escritora y productora de los cortometrajes "Quien es la bestia" y "Mi amiga especial" y de la miniserie "Círculo Vicioso". En su libro Conviviendo con Ackerman escrito en 2021, narra su lucha contra el cáncer.

## Filmografía

### Televisión
- Enfermeras (2019-2021) — Jefe Evelyn
- Dulce amor (2015) — Isabel
- Mentiras perfectas (2013) — Lulú
- ¿Quién eres tú? (2012) — Emilia de Esquivel
- Tu voz estéreo (2011)
- Flor salvaje (2011) — Filomena Losada
- Niñas mal (2010)
- El Capo (2009) — Ministra del Interior
- Luna, la heredera (2004) — Susana
- Siete veces Amada (2002) — Asunción
- Tabú (1999) — Amelia
- La sombra del arco iris (1998) — Ofelia
- La mujer en el espejo (1997) — Victoria Robayo de Santos
- María Bonita (1996) — Marissa Clinton
- Clase aparte (1995) — Sofia
- Sueños y espejos (1994) — Adriana
- Señora Isabel (1993) — Viviana
- La alternativa del escorpión (1992)
- Si mañana estoy viva (1992)
- Amargo despertar (1990)
- La rosa de los vientos (1989)
- Imagínate (1987) — Esperanza
- Amándote (1986)
- Camila (1986)
- El refugio (1985) — Elsa Santamaría
- Los cuervos (1985)
- Por ti Laura (1985)
- Amigas (1985)
- La estrella de las Baum (1984) — Johana Baum
- Cain (1983) — Margarita Reyes